# Невидимий вплив. Приховані сили, які формують поведінку
Невидимий вплив. Приховані сили, які формують поведінку (англ. Invisible Influence: The Hidden Forces That Shape Behavior) – книга Йона Берґера, вперше опублікована американським видавництвом «Simon & Schuster» у червні 2016 року. Українською мовою перекладено та опубліковано у 2018 році видавництвом «Наш формат» (перекладач — Анна Іванченко).

## Огляд книги
Основна ідея книги полягає в тому, що поведінка інших людей має величезний вплив на все, що ми робимо в кожний момент нашого життя інколи без нашого усвідомлення. Навіть незнайомі люди мають вражаючий вплив на наші судження та рішення.
Але соціальний вплив не просто примушує нас робити те ж саме, що й інші. У деяких випадках ми погоджуємось або наслідуємо оточуючих, а в інших випадках ми ухиляємось або уникаємо особливого вибору або поведінки, оскільки інші люди вже зробили його до нас.
У «Invisible Influence: The Hidden Forces That Shape Behavior» Йона Берґер об'єднує дослідження та мислення з бізнесу, психології та соціальних наук, щоб зосередити увагу на тонких, невидимих впливах сторонніх осіб на наш вибір. Розуміючи, як функціонує соціальний вплив, ми можемо вирішити, коли чинити опір і коли його обіймати, і як ми можемо використовувати ці знання для прийняття більш обґрунтованих рішень та здійснення більшого контролю над власною поведінкою.
|                                                                            | Важко знайти рішення, на яке не впливають інші люди. Фактично, дивлячись на всі сфери нашого життя, є лише одне місце, де ми, здається, не бачимо соціального впливу — ми самі.Оригінальний текст (англ.) It’s hard to find a decision or behavior that isn’t affected by other people. In fact, looking across all domains of our lives, there is only one place we don’t seem to see social influence — ourselves. |
| — Jonah Berger, Invisible Influence: The Hidden Forces That Shape Behavior | |

Спираючись на дослідницькі та наукові експерименти, Йона Берґер продовжує розкривати тему своєї попередньої книги «Contagious: Why Things Catch On» (укр. Заразливий. Психологія вірусного маркетингу), щоб дослідити, чому ми робимо так, як ми це робимо — з політичної, соціальної та економічної точки зору, часто під впливом соціальних сил і контекстів, без нашої свідомості.

## Невидимий вплив
Невидимий вплив – це прості, витончені та часто несподівані способи, за допомогою яких інші впливають на нашу поведінку. Цей вплив поділяє статистичні результати експериментальних даних науки про соціальну поведінку на п'ять принципів:
1. Ми люди імітуємо один одного.
2. У той же час ми змушені бути різними.
3. Як конкуруючі бажання імітувати і бути унікальним, залежить від ситуації і від того, яка "інша" група.
4. Конкуруючі бажання імітувати та бути унікальними означають, що найбільш успішні нові продукти схожі, але досить різні.
5. Люди виконують прості завдання краще у присутності інших, а складні завдання – коли вони на самоті

Кожне з цих уявлень має значні наслідки для маркетологів. Ось деякі з прикладів Берґера:

### Люди імітують один одного
- Нагороди та покарання не є настільки ефективними, щоб впливати на поведінку шляхом моделювання.
- Відмінний сервіс обслуговування офіціантами у вишуканих ресторанах і дотримання правил подачі страв підвищує сприйняття цінності їжі, прихильність до закладу, а «чайові» збільшується до 70%.
- Ніщо так не притягує натовп, як натовп.

### Люди змушені бути різними
- Люди люблять бути включеними в елітну групу фанів. Коли натовп любителів рок-групи стає занадто великим, вони кажуть: «Я люблю їх старі речі», щоб бути включеними у групу фанатів. Вони хочуть, щоб це було відомо, що їм сподобалось група, перш ніж більшість інших зробили це. Іноді просто натяк на те, що щось набирає оберти, достатньо, щоб деякі люди відступили.
- Відмінність допомагає пояснити визнання високоякісних гаджетів, тому що вони різні. Що змушує вас виділятися? Основне питання: "Хто ти?"
- Унікальність не є неправильною або правильною. Це залежить від ситуації, деякі з яких заохочують до диференціювання, наприклад:
  - люди робітничого класу віддають перевагу подібності;
  - люди середнього класу уникають вибору популярних предметів;
  - люди робітничого класу не проти пристосування, при виборі вони віддають перевагу більш популярним предметам;
  - східноазійська культура сприяє більшому пристосуванню, в той час як американська культура підтримує індивідуалізм;

### Конкуруючі бажання імітувати і бути унікальним залежить від того, хто входить до "іншої" групи
- Це годинник за 300.000 доларів, який не показує час. У 2008 році відвідувачі Baselworld[2] (щорічна міжнародна виставка годинної індустрії) отримали спеціальне оголошення. Відомий швейцарський виробник годинників Ромен Джером (Romain Jerome) випустив щось унікальне – годинник на ім’я «Day & Night Tourbillon» було частково вироблено зі сталі, яка була вилучена з «Титаніка», і містила не один, а два окремі турбіййони (tourbillon), призначені для боротьби з негативними впливами сили тяжіння на точність годинника. Одна примітна деталь: годинник не показував часу. Це було подано так: "Без дисплея годин, хвилин або секунд, Day & Night пропонує новий спосіб вимірювання часу, розділяючи світовий час на два принципово протилежні розділи: день проти ночі". Годинники продались менш, ніж за сорок вісім годин.[3] Люди будуть кричати, щоб бути частиною елітної групи, тільки дуже мало хто може дозволити собі щось настільки дороге та нефункціональне.
- Концерн «Honda» розробив компактний кросовер «Element», із перспективою звернення до двадцятирічних. Рекламні оголошення показували веселу молодь, яка разом прекрасно проводила час на відкритому повітрі, «Element» позиціонували як кімнату в гуртожитку на колесах, яка могла вміщувати велосипеди та дошки для серфінгу, але дослідження показали, що люди середнього віку (30-40 років), також вважають його ідеальним автомобілем для перевезення дітей та продуктів харчування. Старші мешканці любили просторі інтер'єри та низьку ціну.
- Замість того, щоб проповідувати погані наслідки пияцтва, більш ефективною кампанією був плакат з геніальним хлопцем, який випив. Студенти, які побачили його, повідомили про зниження вживання алкоголю у два рази.

### Конкуруючі бажання імітувати та бути унікальними означають, що найбільш успішні нові продукти схожі, але досить різні
- Успіх залежить від споживчого сприйняття. Якщо новий продукт занадто схожий на тої, що вже існує, люди не хочуть витрачати додаткові кошти на його заміщення. Якщо ж відрізняється занадто радикально, у споживачів виникає інша проблема – вони не знають, як його класифікувати.
- У 1899 році розумний винахідник додав підроблену голову коня до безкінної коляски, щоб допомогти споживачам почувати себе більш комфортне з ідеєю радикального винаходу.
- TiVo[4] зробив свій цифровий пристрій схожим на відеомагнітофон, навіть якщо він не повинен бути майже таким же великим.
- Дизайн може бути використаний для того, щоб додаткові нововведення відрізнялися новизною. Перший iMac мав форму «капюшону» і пропонувався у кольорах мандарину та полуниці.

### Люди виконують прості завдання краще у присутності інших, а складні – на самоті
- Головам домашніх господарств, щоб заохотити до зменшення споживання енергії, було передано різноманітні повідомлення, але заклики до соціальної відповідальності не спрацьовували. Також не дали результатів демонстрації того, скільки грошей споживачі можуть заощаджувати. В підсумку, результати з’явились тоді, коли було повідомлено, скільки енергії заощаджують їхні сусіди — так соціальне порівняння спонукає споживачів змінювати поведінку.
- Соціальні порівняння можуть бути потужною мотиваційною силою, але якщо вони не ретельно розроблені, соціальні порівняння можуть призвести людей до виходу, особливо якщо "гру" встановлюється як "переможець приймає все". Тільки провідні суперники можуть захоплюватися цією установкою.
- У 1930-х роках США почали розвивати громадське житло як частину «Нового курсу». Національний Закон про відновлення промисловості направив Адміністрацію громадських робіт (англ. ) для очищення нетрів і побудови житла для людей з низькими доходами. Перший з п'ятдесяти таких проектів запрацював в Атланті у 1936 році. Вчені почали вивчати наслідки випадкового надання деяким сім'ям можливості переїхати в кращі квартали. Перехід до менш бідних районів покращив загальний добробут. Діти скоріше відвідували коледж та продовжували жити в кращих кварталах. Вони наслідували своїх однолітків.

Так що тримайте відкритий розум. Ми всі підкоряємося соціальному впливу.

## Переклади українською
- Йона Берґер. Невидимий вплив. Приховані сили, які формують поведінку. — К.: Наш Формат, 2018. — 240 с. — ISBN 978-617-7552-22-1.